# 瀬川嘉助

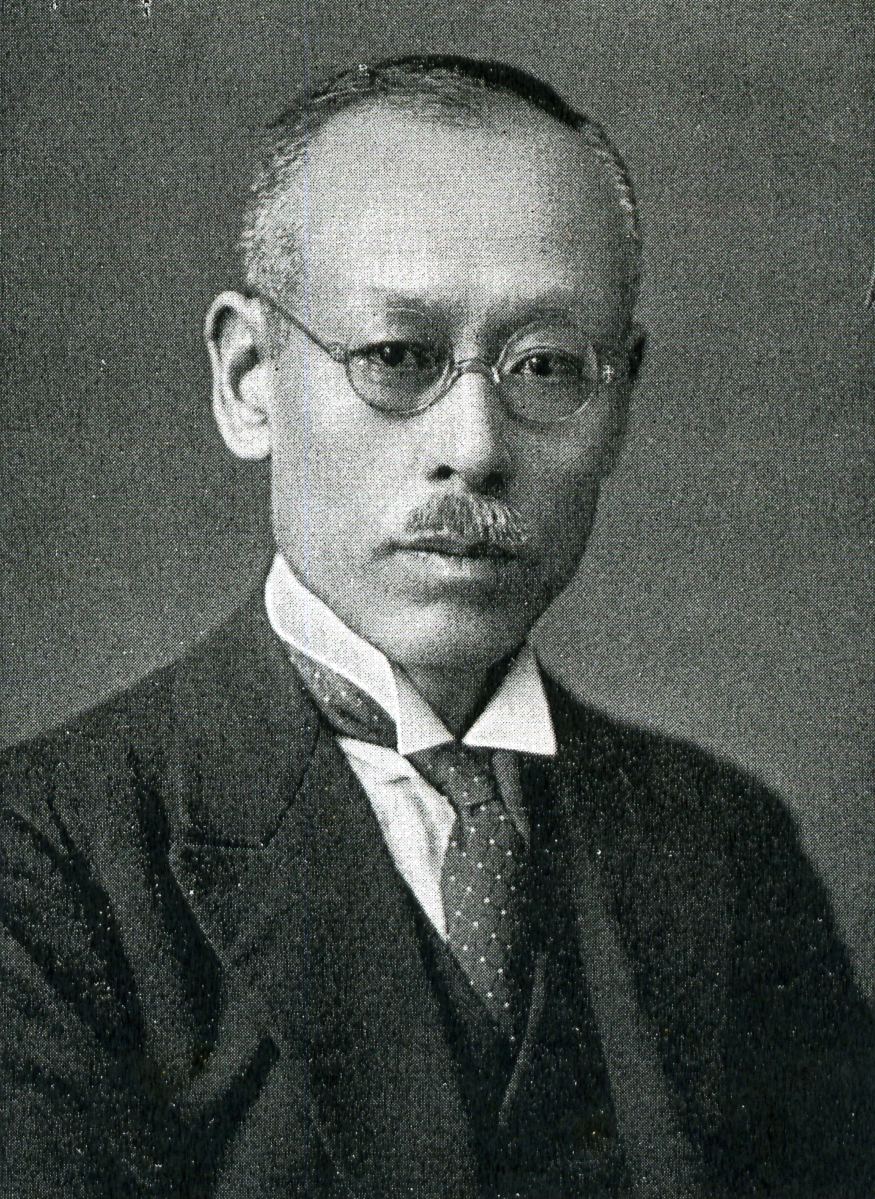
瀬川嘉助

瀬川 嘉助（せかわ かすけ、1880年（明治13年）5月24日 - 1942年（昭和17年）2月6日）は、明治から昭和前期の実業家、政治家。衆議院議員。

## 経歴
岩手県東和賀郡黒沢尻村（黒沢尻町、和賀郡黒沢尻町を経て現北上市）で、瀬川理三郎の二男として生まれ、瀬川トクの養子となる。1900年（明治33年）家督を相続し帯鋸製作業を営む。
中外時計専務取締役、築地電軌監査役、名古屋証券交換所取締役、甲陽土地取締役、芝園工作所取締役、名古屋市白鳥線土地区画整理組合長、名古屋薬学専門学校（のち名古屋薬科大学）常任理事などを務め、愛知県時計同業組合長となった。
政界では、愛知県会議員、同参事会員、都市計画愛知地方委員会委員、名古屋市会議員、同市財政調査会委員などを務めた。1930年（昭和5年）2月の第17回衆議院議員総選挙に愛知県第1区から立憲政友会公認で出馬して当選し、以後、1936年（昭和11年）2月の第19回総選挙まで再選され、衆議院議員に連続3期在任した。

## 著作
- 瀬川疎山編『紅葉山人俳句集』帝都社、1904年。
- 瀬川疎山編『戦争俳句：附・時局川柳』帝都社、1904年。
- 瀬川疎山編『子規句集』文山堂、1908年。